# ایو اربر
ایو اربر (فرانسوی: Yves Herbet‎؛ ‏زادهٔ ۱۷ اوت ۱۹۴۵ – درگذشتهٔ ۲۸ ژوئن ۲۰۲۴) بازیکن و مربی فوتبال سابق فوتبال اهل فرانسه بود که در پست هافبک بازی می‌کرد.
از باشگاه‌هایی که وی در آنها بازی کرده‌ می‌توان به باشگاه فوتبال استاد رنس، باشگاه فوتبال نانسی، باشگاه فوتبال اندرلشت، و باشگاه فوتبال سدان اشاره کرد.
وی همچنین در تیم ملی فوتبال فرانسه بازی کرده‌است.